# 亞薩 (食物)
亞薩是一道用腌制的雞肉或魚肉（有時也用羊肉、甚至猴肉）和洋葱、柠檬制成的料理，口味辛辣。其起源於塞內加爾南部的卡薩芒斯地區，尤以雞肉口味的亞薩最為著名，現普遍見於西非各地。